# 愛情は深い海のごとく (1955年の映画)
『愛情は深い海のごとく』（あいじょうはふかいうみのごとく、原題：The Deep Blue Sea）は、1955年のイギリスのドラマ映画。監督はアナトール・リトヴァク、出演はヴィヴィアン・リーとケネス・モアなど、配給は20世紀フォックス。テレンス・ラティガンによる1952年の戯曲『深く青い海』を原作とし、ラティガン自身が脚本も手がけている。熱情のない結婚で不幸せの中、夫を残して若く魅力的な男性と恋に落ちていく女性を描く。
2011年には再映画化された。その際は『愛情は深い海の如く』と日本題名の「ごとく」が漢字表記になっている。

## キャスト
※括弧内は日本語吹替（初回放送1975年5月12日『月曜ロードショー』）
- へスター・コリヤー: ヴィヴィアン・リー（武藤礼子）- 判事夫人。
- フレディ・ペイジ: ケネス・モア（小林修）- ヘスターの愛人。戦時中は空軍の英雄だった。
- ミラー: エリック・ポートマン（英語版）
- ウィリアム・コリヤー卿: エムリン・ウィリアムズ（英語版）（和田文夫）- ヘスターの夫。判事。
- ドーン・マックスウェル: モイラ・リスター（英語版）
- ケン・トンプソン: アレック・マッコーエン
- エルトン夫人: ダンディ・ニコルズ（英語版）（斎藤昌子）- 下宿屋の女主人。
- ダイサー・ダーストン: ジミー・ハンリー（英語版）
- 女性バーテンダー: ミリアム・カーリン（英語版）
- レディ・ドーソン: ヘザー・サッチャー（英語版）
- ジャッキー・ジャクソン: アーサー・ヒル

## 製作
アレクサンダー・コルダは観賞者に認識されやすい有名人を使うことを望んだため、唯一のオリジナルキャストだったケネス・モア（彼は1954年のBBCによるテレビ版でも出演している）は本作においてもキーメンバーとなった。しかしモア自身は、キャスティングがペギー・アシュクロフトではなくヴィヴィアン・リーとなったことも含め、常に失敗だと感じていた。モアはさらに、シネマスコープの使用や原作の戯曲に加わった変更がストーリーの馴染み深さを損なっていると感じ、撮影を楽しめなかったと述べており、またリーとの相性も悪かったと語っている。
現在DVDは入手不可能だが、2013年には生誕百年を記念するBFIのヴィヴィアン・リー・シーズンの一環として、テレンス・デイヴィス監督の2011年版の映画のプロデューサー、ショーン・オコナーの紹介で上映が行われた。

## 邦題の表記について
『キネマ旬報』で『愛情は深い海の如く』と「ごとく」を漢字で誤表記されたためか、その後の本やネットの映画専門サイトでも「ごとく」を漢字表記しているものが多いが、東和配給の正式な名称は『愛情は深い海のごとく』と「ごとく」は平仮名表記である。ネットで配給会社の製作したポスターやプレスシートを見ることが出来る。また、正確な平仮名表記になっている本もある。

## 評価
本作ではアメリカでは興行的に失敗に終わっており、モアは「アメリカの観客には難しい話題だった」と語っている。

## 受賞
- 1956年 ケネス・モア - 英国アカデミー賞 英国男優賞 ノミネート
- 1956年 テレンス・ラティガン - 英国アカデミー賞 英国脚本賞 ノミネート
- 1955年 ケネス・モア - ヴェネツィア国際映画祭 男優賞（ヴォルピ杯）受賞
- 1955年 アナトール・リトヴァク - ヴェネツィア国際映画祭 金獅子賞 ノミネート